# Ernst Corinth
Ernst Corinth (* 6. November 1951) ist ein deutscher Journalist und Medienkritiker. 
Corinth (eco) verfasst seit 1996 die wöchentliche Kolumne Netzgeflüster auf der Computerseite der Hannoverschen Allgemeinen Zeitung, die älteste deutsche Internet-Kolumne. Diese Computerseite wurde 2004 mit dem dritten Platz ausgezeichnet beim erstmals ausgeschriebenen „Preis für Verbraucherjournalismus“ der Stiftung Warentest.
Corinth ist bei dem Online-Magazin Telepolis des Heise-Verlags zuständig für Glossen und meinungsbetonte Kommentare. Seit 1999 schreibt er für dieses wöchentliche Magazin regelmäßig Artikel, in denen er sich kritisch mit den Phänomenen des Medienzeitalters beschäftigt und die in der Literatur und im Internet häufig zitiert werden.
Corinth schreibt auch für das Satire-Magazin Titanic und den Bremer Weser-Kurier. Er verfasste hunderte von Filmrezensionen für das Dirk-Jasper-Filmlexikon. Er lebt und arbeitet in Hannover.

## Schriften
- Marcus Schwarze, Ernst Corinth, Dirk Kirchberg, So klappt's mit dem Internet, Madsack,  Hannover, 2009, ISBN 978-3-94030835-1